# Hermanos y detectives (serie de televisión de Argentina)
Hermanos y detectives es una miniserie argentina dirigida por Damián Szifron, creador de la serie Los simuladores y de Relatos salvajes. Fue producida por Telefe Contenidos y se transmitió por Telefe en 2006. En septiembre de 2007 se estrenó la versión española, en la cadena Telecinco. En ambas versiones participa Rodrigo Noya.
En 2009, Televisa Networks ha adquirido el formato de la serie “Hermanos y detectives” para emitirla en toda Latinoamérica en su canal Unicable y el productor Javier Williams hará una versión mexicana protagonizada por Julio Bracho, Octavio Ocaña y Adrián Uribe.
La serie también fue comprada por la televisora estadounidense ABC, producida y readaptada por Daniel Cerone, cambiando su nombre a Solving Charlie. Ficha en IMDb
Al poco de estrenarse empezaron las críticas entre los aficionados al anime y al manga por el gran parecido de su trama con el manga de Gosho Aoyama, Detective Conan.

## Estreno
La serie fue puesta al aire por primera vez en Argentina el miércoles 6 de septiembre de 2006 a las 23:30 h. Marcó 28,3 puntos de índice de audiencia.
La música representativa es género disco, la canción escuchada en la presentación de los créditos del programa se titula "A Fifth of Beethoven" ("Una Quinta de Beethoven") de Walter Murphy. Basada en la "5.ª Sinfonía de Beethoven en C menor". No debe confundírsele con el intro en "Roll Over Beethoven", interpretada por ELO.
La estructura de la historia se aplica al género de buddy movie, caracterizada por mezcla de misterio, intriga y comedia. La saga es de 10 capítulos de una hora cada uno.
La emisión finalizó el jueves 16 de noviembre de 2006 a las 21:00 h.
Empezó su reposición en diciembre a partir de las 21:15 h.
Y en el 2007, también se repitió la serie en junio que se televisaba a las 21:45 h.

## Elenco
- Franco Montero (Rodrigo de la Serna): Franco tiene alrededor de 30 años. Es una persona de una vida muy rutinaria y gris, muy solitario ya que se crio solo. La única contención que tuvo después del abandono de su padre cuando era niño, y de la muerte de su madre, fue la institución policial. A medida que fue enterándose de cómo funcionaba se dio cuenta de que era una institución muy corrupta. Hasta la llegada de su medio hermano Lorenzo que trae la "chispa" que faltaba en su vida.
- Lorenzo Montero (Rodrigo Noya): Lorenzo es un chico de 11 años, niño prodigio, con una inteligencia superior a la de cualquier chico de su edad, extrovertido y valiente. Él es el medio hermano de Franco. La relación entre ambos comenzó siendo bastante fría, ya que Franco se ve obligado por la ley a cuidar de su hermano, pero luego comenzó a ser más afectiva, a la medida en la que uno se iba adaptando al otro. Al principio Franco no podía aceptarlo, pero luego se va dando cuenta que gracias a Lorenzo, él pudo evolucionar como persona. Ascendió en su trabajo y por primera vez que se enamoró y pudo construir un noviazgo sólido. Pero esto se ve afectado, cuando en el último capítulo a Lorenzo le ofrecen una beca para ingresar en el "Programa Internacional Para Mentes Brillantes", dónde podrá tener un estudio avanzado para su mente prodigiosa y no aislarse de los chicos de su edad. Franco y Lorenzo se muestran dubitativos y su relación entra en conflicto por esto, pero luego deciden que eso es lo mejor para Lorenzo y lo que debe hacer, y que también es hora de que Franco deje de depender tanto de él.
- Gustavo Mansilla (Osqui Guzmán): es el compañero de trabajo de Franco. Carismático y amigable personaje que siempre ayuda a Franco a resolver los casos y es experto en Kung-Fu. Mansilla es una muy buena persona, pero suele ser inoportuno, en especial con el subcomisario Serrano, quien lo detesta sin motivo aparente, y siempre lo encuentra haciendo algo poco conveniente.
- Subcomisario Serrano (Carlos Moreno): Serrano, hasta el capítulo 9 es el subcomisario y jefe de Montero y su brigada. Es una persona cínica, malhumorada, ignorante y soberbia. Por razones desconocidas, detesta a Mansilla y lo tiene de punto, varias veces amenaza hasta con despedirlo. Tenía de amante a Marcelita, con quien engañaba a su mujer, hasta que ella lo abandona. En el capítulo 9, se descubre que Serrano era uno de los cuatro comisarios que montaban una red de corrupción (que incluía desarmaderos de autos, prostíbulos, lavado de dinero, etcétera), pero debido a su alto nivel de irresponsabilidad, estaba constantemente poniendo al grupo en peligro de ser descubiertos. Por ello, lo mandan a matar. Franco lo salva, pero junto con Lorenzo y Mansilla desenmascaran la red de corrupción y logran que los otros tres comisarios fueran arrestados. Serrano quedó postrado en la cama de un hospital, fingiendo pérdida de memoria para no ir a tribunales.
- Marcelita Gómez (María Marull): Es la bella mesera del bar al que acuden los policías. Tiene una personalidad amistosa y extrovertida, pero siempre lidió con momentos de depresión. Se puso de novia con el Subcomisario Serrano, a quien abandonó. Franco la mira desde lejos pero luego (gracias a la aparición de Lorenzo y ayuda de Mansilla) toma valor para cortejarla y su relación desembocó en un noviazgo sólido.
- Kamiho (Ignacio Huang): Es el sobrino del subcomisario Serrano, quien es obligado por su esposa para que ayude a unos parientes de origen japonés contratando a Kamiho dentro de la brigada. Kamiho es muy inteligente pero no tiene experiencia en el campo de acción de la policía, lo que genera situaciones delirantes a lo largo de los capítulos, sobre todo cuando está con Mansilla.
- Hay más personajes que son de la Brigada como el "Puercoespín" y Larva, que son dos personas muy holgazanes, intentan ridiculizar a Montero, pero son bastante inútiles y torpes, Bianchini, tan fanfarrón, holgazán y torpe como sus compañeros que por ser lambiscón y amigo de Serrano obtiene un puesto más privilegiado en la empresa.

Este elenco cuenta además con participaciones especiales como las de Nahuel Pérez Biscayart, Nancy Dupláa, Roly Serrano, Pablo Brichta, María Socas, Luis Ziembrowski, Max Berliner, Mónica Galán, Miguel Habud, Antonio Ugo, Manuel Vicente, Oscar Alegre, Fabián Arenillas, Aldo Barbero, Alfredo Castellani, Atilio Veronelli, Luis Mazzeo, Ricardo Díaz Mourelle,
Susana Ortiz, Luis Machín y Laura Anders, entre otros actores

## Equipo de producción
- Producción: Manuel Garriga
- Equipo de Producción: Ianina Celasco y Luis Benítez
- Locaciones: Roxana Briski y Gaston Smith
- Fotografía: Fidel Miranda
- Arte: Mercedes Gumbold y Beatriz López
- Vestuario: Verónica Latorre
- Escenografía: Sergio Carnevali
- Cámara: Diego Crucitti y Flavio Favia
- Coordinación de Producción: Valeria Lungarini
- Producción general: Juan Carlos Cabral
- Productores asociados: Sebastián Darcyl y Tomás Darcyl

## Argumento
Comienza con un policía administrativo, Franco Montero, que recibe como herencia el cuidado de un medio hermano que él no conocía, Lorenzo Montero, un niño prodigio con un coeficiente intelectual de 200 que cambia su modo de vivir y su trabajo, quedando a cargo, con la ayuda del pequeño de once años, del nivel homicidios. Franco tiene un compañero de trabajo, Gustavo Mansilla. Deduciendo y explorando resuelven los casos más llamativos.
El unitario cuenta con 10 capítulos:

### Capítulo 1: "El profesor Fontán"
Todo empieza cuando un profesor de literatura (Luis Machín) idea un plan perfecto en donde asesina a un alumno para robar una novela que él considera "de un verdadero autor, no de un alumno de literatura", haciéndolo pasar por un suicidio. Cuando la policía revisa las pruebas, el crimen fue tan perfecto que así lo alegan. Mientras tanto se introduce Montero, un simple oficial de policía solo y con padres fallecidos, hasta que la justicia obliga a cuidar a su hermano Lorenzo, un chico extremadamente inteligente y prodigio. Mientras estaban en el bar con Mansilla, su compañero, Lorenzo ve los archivos del caso y ve una porción de torta, concluyendo que no pudo haberse suicidado si se iba a comer una torta y esta seguía ahí. A partir de ese momento, los tres tratan de resolver el crimen y Lorenzo adivina cada uno de los pasos que hizo el profesor para asesinar a su alumno. Mientras Montero y Mansilla atrapan a un hombre que le vendió un arma al asesino, Fontán, descubierto, intenta matar a Lorenzo pero no lo logra ya que los policías llegan a tiempo. Una vez resuelto el caso, Serrano asciende a Montero, por lo que éste se vuelve jefe de la brigada de homicidios. 
Con:
- Luis Machín como el profesor Fontán
- Mónica Galán como la madre de Sebastián
- Nahuel Pérez Biscayart como Sebastián
- Walter Melo
- Héctor Nogués
- Gabriel Fernández
- Julián Cavero - Bianchini
- Luis Gianneo
- Jorge Noya como Fortunato
- Héctor Pazos
- Luis Pazos

### Capítulo 2: "El secreto de Roque Peralta"
A Franco le dan el puesto de jefe de brigada por resolver el caso anterior. Esto complica las cosas, ya que Franco no es una persona muy capacitada como para dirigir. Lorenzo y Mansilla serán de gran ayuda para el inexperto policía. El nuevo caso se centra en una joyería que se incendia misteriosamente. El único muerto es el guardia de seguridad del edificio y las joyas del lugar desaparecieron. Pronto descubren que no todo es lo que parece: Este "guardia de seguridad" resulta ser una persona en mal estado psíquico, a quien dan de alta en el manicomio para involucrarlo en el crimen. El verdadero crimen lo cometen una responsable del manicomio y el mencionado, con un nombre falso. Resuelven el caso: el hombre muerto es una persona llamada Roque Peralta, quien es un autista sin poder de comunicación ni familia. La doctora y su cómplice lo queman vivo en la joyería y se roban todo, no sin antes que el cómplice asumiera el rol de Roque Peralta, a quien en realidad le habían dado el alta y trabajaba en seguridad de la joyería. Al final, es Lorenzo quien resuelve el crimen. 
Con:
- Luis Ziembrowski
- María Socas
- Antonio Ugo
- Rubén Polimeni
- Max Berliner
- Daniel Campomenosi

### Capítulo 3: "El caso del asesino gordo"
El dueño de un reconocido canal de televisión es asesinado en su departamento. Las únicas características que da el testigo son que se trataba de "un hombre gordo que rengueaba". Ese "hombre gordo" resultan ser dos hermanos acróbatas rusos que increíblemente unieron sus cuerpos para dar con las características, y que planificaron el homicidio para evitar un eventual despido. Mientras tanto, Franco le enseña a Lorenzo la explotación que sufren ciertos chicos por parte de personas que pretenden de ellos el éxito fácil y lucrar económicamente cuando su hermano se anima a ir a un programa de televisión, de la misma productora que el fallecido, que trata de "Niños genios que resuelven preguntas difíciles". Lorenzo toma conciencia de esto y por eso rechaza el gran premio, para descontento de Franco y Mansilla. 
Con:
- Miguel Habud
- Roberto Bobe
- Claudio Torres
- Enrique Porcellana

### Capítulo 4: "El extranjero solitario"
En los años 70 un extranjero aparentemente judío es asesinado en el pueblo de Los Pinos. Años después, en el mismo lugar en donde este señor fue desaparecido, hay un campamento para hijos de policías al que Lorenzo, el hijo del subcomisario Serrano, el hijo de Bianchini, el sobrino de Mansilla y varios más acuden. Son dejados en manos de dos profesores absolutamente descuidados, poco interesados, holgazanes e inexpertos. Lorenzo aprovecha esto para investigar en ese lugar, alrededor de un pueblo junto con sus tres compañeros mencionados la desaparición del extranjero, con tanta mala suerte que llegan a la casa de un Nazi encubierto, que asesinó al extranjero por ser un periodista judío que buscaba nazis para escracharlos. El asesino los descubre y los captura, y la brigada entera, junto con Franco, Mansilla y Serrano buscan a los chicos perdidos. Lorenzo incendia la casa del asesino, para llamar la atención de los policías, quienes los encuentran y los salvan. 
Con:
- Aldo Barbero
- Alfredo Castellani
- Atilio Veronelli
- Luis Mazzeo
- Gustavo Bonfigli

### Capítulo 5: "La única heredera"
Lorenzo desconecta muchos electrodomésticos de la casa para crear un ultra amplificador que hace que se puedan escuchar múltiples conversaciones a la vez, alegando que sería útil. Lo usarán para el próximo caso, a regañadientes de Montero. Un viejo millonario muere y su esposa, quien es mucho más joven es la única heredera, se trata de una simple chica que lo cuidaba y reemplazaba a la verdadera mujer, quien acabó enamorándose de él. Sin embargo pasan cosas sospechosas con un hombre llamado Villazán y un Patronato de la Infancia donde su rector les dice que ella estuvo allí. Con el amplificador creado por Lorenzo escuchan que la heredera está muy cerca de Villazán, además de enterarse de que un día había sido secuestrada y no se había hablado mucho del tema. Hasta que el grupo ve que ambos discuten y ella se dispara en la sien, cayéndose desde un primer piso a la piscina. Con Villazán detenido, él les confiesa todo. El logró secuestrar a la heredera, pero tuvo que matarla. Al no poder reemplazarla encuentra a una chica bastante parecida a ella, así que retocándola la hicieron pasar como la verdadera, así ella salía de la pobreza compartiendo con él la herencia del viejo millonario a punto de fallecer. Sin embargo, ella se enamora del hombre y amenaza con delatarlo y por eso, cansada, se suicida. Sin embargo descubren que el cuerpo es de la verdadera heredera y no de la falsa (Villazán le había disparado en la cabeza como la falsa). Con ayuda del vecino roquero reproducen el audio del amplificador del día del suicidio y escuchan un tintineo de llaves. Resulta que era del rector del patronato, que al final no era el rector que había urdido el plan con la falsa heredera, para escapar juntos sin dejar pistas con el dinero de la herencia, lográndolo finalmente. Franco, Lorenzo y Mansilla descubren el crimen, pero tarde.
Con:
- Nancy Duplaá como Verónica.
- Roly Serrano como Gonzalo Leguizamón.
- Pablo Brichta como Villazán.

### Capítulo 6: "El loco de la azotea"
Un francotirador asesina a tres víctimas en diferentes lugares, aparentemente sin conexión. El grupo de Franco, con un nuevo integrante, el japonés Kamijo, el sobrino de Serrano quien es un poco insoportable, deberán encontrar al asesino antes que la otra Brigada, la de Bianchini, para recibir un adelanto con doble aguinaldo. Pero Franco se enfrenta a otro problema mientras tanto: una señora, quien aparentemente trabaja en el patronato de la infancia y visita casas para saber cómo viven los muchachos adoptados para discutir su continuidad en los hogares, llega a su hogar, exigiendo ver cómo vive Lorenzo. Con la ayuda de Marcelita arman un plan para que la señora del patronato vea que Lorenzo vive en buenas condiciones y le hacen creer que Marcela es la novia de Franco y lo ayuda a cuidar a Lorenzo mientras él trabaja . Lorenzo idea una teoría: que el asesino parte de un mismo lugar a diferentes puntos alejados, por lo que así pueden anticipar sus ataques. Mientras terminaba de funcionar, es Kamijo quien termina por resolver el caso: el asesino solamente quería matar a la segunda víctima, ya que por culpa de esta su hija murió atropellada por una picada que él organizaba; y las otras dos víctimas eran personas que de todas maneras morirían pronto, como un anciano de 87 años y un hombre sin hogar. Mansilla detiene al hombre y sale en los diarios, al ver esto Serrano le dice solamente que se maneje con cuidado. Al final, parece que Marcelita le toma afecto a Franco y cenan juntos. Allí descubren que la señora del patronato los estafó, fue echada de su trabajo hace 15 años y hacía esto para poder trabajar, y está siendo buscada.
Con:
- Susana Ortiz como Trabajadora Social
- Andrés Zurita
- Sergio Ferreiro
- Guido D’Albo como Psiquiatra
- Fernando Alvarez

### Capítulo 7: "Muerte en escena"
Luego de resolver un caso, Franco toma valor para invitar a Marcelita al teatro, pero no puede hacerlo porque descubre que está con Serrano, quien al mismo tiempo está casado con otra mujer a quien constantemente maltrata con insultos y flagelaciones. Tomando esto como un primer paso fue con Lorenzo, Mansilla y Kamijo. En medio de la obra, el protagonista, estaba siendo apuntado por un simple antagonista, y lo que parecía una bala de mentira termina siendo una bala real que le impacta, matándolo. Una vez cerrado el teatro para que los cindo actores de la obra no escaparan y declararan, le echan la culpa al utilero, quien tenía antecedentes antiguos de que por un error suyo, una persona murió quemada en el rodaje de una publicidad. Al quedar como principal sospechoso lo arrestan pero Lorenzo sospecha que no es él. A regañadientes de los actores, ya que era de noche, muy tarde, estaban cansados y devastados por la muerte su compañero, repiten la obra para atar cabos y Lorenzo descubre que el antagonista que empuñaba el arma antes de que se disparara, al final de la obra, aprovechaba un pequeño corte de luces para darle el arma al utilero sin que lo viera el público. Allí puso una bala verdadera reemplazando una de salva,  ya que en alguna otra función, tarde o temprano, lograría matarlo, ya que le tenía bronca por haberlo reemplazado en el papel protagónico de la obra. El antagonista escapa de allí, pero al intentar robarle el auto a un taxista, este lo ataca, facilitando a los policías detenerlo. Al final, aparecen las chicas ideales del grupo de los cuatro amigos.
Con:
- Oscar Alegre
- Fabián Arenillas
- David Masajnik
- Mausi Martínez
- Luis Sabatini
- Luciano Cáceres
- Víctor Dana

### Capítulo 8: "Tiempos difíciles"
El capítulo muestra cómo Lorenzo sufre la discriminación y el rechazo por parte de los demás chicos del barrio. Franco nota lo angustiado que está Lorenzo con esta situación. Se enamora de una de ellas, llamada Valentina y lo invitan a la fiesta de cumpleaños de Valentina. Los chicos lo engañan diciéndole que era una fiesta de disfraces. Es el único que va ridículamente disfrazado (para los demás chicos), de Topo Gigio, convirtiéndose en la burla de todos. Mientras tanto, un empresario aparece muerto en una pila de arena en medio de una obra en construcción, con una bala en la espalda. En verdad, al vecino de enfrente se le había disparado accidentalmente un arma, que culminó con la vida del empresario, quien cayó desde su departamento sobre un camión de volquetes que llevaba arena a la obra. Lorenzo resuelve el caso quedando excelente con la chica de quien se enamoró y los chicos que lo ridiculizaban.
Con:
- Manuel Vicente como Renzi
- Silvia Pérez como Laura
- Joaquín Bouzas como Don Carlos
- Mariano Musso
- Laura Anders como Valentina
- Mariano Colombo
- Jorge Noya
- Claudio Delan

### Capítulo 9: "El grupo de los cuatro"
Se descubre que el Subcomisario Serrano está involucrado en una red de corrupción, liderada por él y otros tres comisarios. Estos tres restantes ven que Serrano en realidad usa los beneficios de la red de corrupción para mejorar su vida, como gastar el dinero de manera muy evidente, por eso deciden terminar con el. Mientras tanto, Marcelita, cansada de andar con Serrano, se anima a ir al cine con Franco. Estos se besan y se vuelven novios, pero al final Franco descubre realmente la verdadera relación entre su enamorada y su jefe. Éste la golpea, por lo que Franco lo encara en un estacionamiento para arreglar cuentas. Eso hace que quede en el escenario ideal del plan para asesinar a Serrano, quedando involucrado en el crimen, Además los testigos, de manera poco clara, lo ponen a Franco como el principal sospechoso. Lorenzo, Mansilla y Kamijo lo ayudarán antes que sea demasiado tarde, y logran descubrir la evidencia. El Principal de turno, que junto con gran parte de la Brigada están confabulados en la red, descubren esto y van a la casa a ultimarlos con armas, con la misma Marcelita, que también quiso ayudar estando adentro. Luego de una árdua batalla y una auténtica balacera, Lorenzo y Franco descubren que pueden cuidarse entre ellos y ser grandes hermanos y los vencen, además de lograr encarcelar a los tres comisarios y a todos los miembros de esta red. Al final del capítulo descubren que Serrano no murió, está internado. Sin embargo, cuando van a arrestarlo se dan cuenta de que perdió la memoria, no recuerda quiénes son los que están enfrente suyo, ni a su familia, y hasta trata bien a Mansilla, cosa irrisoria en el. Ellos con ese último comportamiento se convencen, pero al final este aparece con un plano de cara enojada, insinuando que sabe perfectamente todo y solo finge esta demencia o discpacidad para no ir preso.
Con:
- Joselo Bella
- Arturo Goetz
- Néstor Zacco
- Carlos Garric
- Roberto Italiano como El Avestruz

### Capítulo 10: "Capítulo final"
El capítulo final se televisó por Telefe el jueves 16 de noviembre de 2006 en un horario especial. 
Se le ofrece a Franco Montero el puesto de subcomisario, que él acepta, y no queda conforme con su primer día de trabajo debido a la cantidad de casos que debía resolver. Entre Mansilla y Lorenzo intentan animarlo para continuar, ayudándolo a organizar a su equipo de detectives y convenciéndolo de que entre todos es posible terminar con la corrupción. Mientras, se muestra cómo empieza a mejorar la vida social de Lorenzo, que comienza a hacer amistad con los chicos del edificio. Se le ofrece a Lorenzo una beca en un programa para mentes brillantes que se desarrolla en Francia, situación que produce "celos" en Franco e interés por parte de Lorenzo, para hacer este viaje. Lorenzo parte a París y Franco continua como subcomisario, no sin antes despedirse de manera emocionante en el aeropuerto.

## Música
Al principio se puede escuchar como introducción una adaptación remezclada de la quinta sinfonía de Beethoven (The 5th of Beethoven).
Capítulo 4: "El extranjero solitario": El anciano nazi escondido reproduce en su tocadiscos un tema de Edith Piaf titulado "Milord". Raramente este tema contiene una letra un tanto alabadora a una figura que llama Milord, que indirectamente se refiere a Hitler, motivo por el cual el antagonista lo escucha.También, se puede escuchar el tema "Dulce Daniela", de Víctor Heredia, cuando los cuidadores de los niños descansan despreocupados sobre hamacas.
En otro de los capítulos [¿cuál?]de la serie se reproduce la balada "Como lo hice yo" de Sandro.
Capítulo 6 "El loco de la azotea": Al final del capítulo, mientras brindan Franco y Marcelita se miran a los ojos, suena la canción "Esperando el Impacto", de Bersuit Vergarabat
Capítulo 10 "Capítulo final": Al final del capítulo, mientras se proyectan imágenes de los protagonistas en forma melancólica, el tema que se escucha es "We'll Meet Again", de Johnny Cash.

## Edición DVD
En el 2008 salió a la venta, dentro del sello Telefe Música, el pack de 3 DVD que incluyen la temporada de la serie.